# Cantua ovata
Cantua ovata là một loài thực vật có hoa trong họ Polemoniaceae. Loài này được Cav. mô tả khoa học đầu tiên năm 1798.